# 城南街道 (阜新市)
城南街道，是中华人民共和国辽宁省阜新市太平区下辖的一个乡镇级行政单位。

## 行政区划
城南街道下辖以下地区：
翠城社区、盛城社区、佳城社区、鑫源社区、安馨社区和广厦社区。